# Graues Ried
Das Graue Ried ist ein Naturschutzgebiet im Gebiet der Gemeinden Gaienhofen und Moos im Landkreis Konstanz in Baden-Württemberg.
Es umfasst rund zwölf Hektar einer Flachmoorsenke im Tal des Mühlebachs am Nordrand des Schiener Berges und wurde 1978 als Naturschutzgebiet ausgewiesen. Die Besonderheit des Gebietes ergibt sich aus seinem floristisch reichem Mehlprimel- und Kopfbinsenbestand.

## Schutzzweck
Wesentlicher Schutzzweck ist laut Schutzgebietsverordnung die Erhaltung des Grauen Riedes als Lebensraum artenreicher Gesellschaften seltener, zum Teil vom Aussterben bedrohter Pflanzenarten.